# Micrurus ruatanus
Espèce
Synonymes
- Elaps ruatanus Günther, 1895
- Elaps fulvius Boulenger, 1896

Statut de conservation UICN

 CR B1ab(iii) : 
En danger critique
Micrurus ruatanus est une espèce de serpents de la famille des Elapidae. 

## Répartition
Cette espèce est endémique des îles de la Bahía au Honduras. Elle se rencontre à Roatán.

## Description
Micrurus ruatanus  est un serpent corail qui présente une livrée composée d'anneaux noirs et rouges. Les rayures noires, de largeur similaire aux anneaux rouges, sont au nombre de 45 sur le corps et de 5 sur la queue dont l'extrémité est noire. C'est un serpent venimeux.

## Publication originale
- Günther, 1895 : Reptilia and Batrachia, Biologia Centrali-Américana, Taylor, & Francis, London, p. 1-326 (texte intégral).